# Nemo (singolo)
Nemo è un singolo del 2004 del gruppo musicale finlandese Nightwish, tratto dall'album Once. Nella canzone è presente anche la London Philharmonic Orchestra come accompagnamento musicale e nei cori.
Di Nemo è stato prodotto anche un video musicale diretto da Antti Jokinen.
La canzone è inoltre l'accompagnamento dei titoli di coda del film Il nascondiglio del diavolo - The Cave di Bruce Hunt.

## Tracce
1. Nemo – 4:27
2. Planet Hell – 4:39
3. White Night Fantasy (non-album bonus track) – 4:02
4. Nemo (orchestral version) – 4:37
5. The Making of: Nemo and Once (music video) – 4:05

## Formazione
- Tarja Turunen - voce
- Tuomas Holopainen - tastiera e pianoforte
- Emppu Vuorinen - chitarre
- Jukka Nevalainen - batteria
- Marco Hietala - basso
- London Philharmonic Orchestra - Orchestra e cori